# 波狀刺鰍
波狀刺鰍為輻鰭魚綱合鰓目刺鰍亞目刺鰍科的其中一種，分布於亞洲中國的淡水流域，體長可達31.3公分，棲息在底層水域，屬肉食性。